# Polizza
In diritto, una polizza (dal greco antico ἀπόδειξις?, apódeixis, "prova, dimostrazione; ricevuta") è il documento su cui è redatto un contratto di assicurazione e, per estensione, il contratto stesso.
In termini più astratti si definisce polizza il documento che comprova l'esistenza di un contratto assicurativo.

## Storia
L'etimologia di "polizza" e pure il vocabolo "premio" per indicare il "prezzo" da pagare per assicurarsi, rimandano all'originaria natura, meramente aleatoria, del contratto assicurativo.  
Ciò che la trasforma in un moderno (e lucrativo) atto economico, è la tecnica "assuntiva" (riferita all'assunzione di rischi omogenei), per cui l'assicuratore è in grado di avvalersi di tabelle di probabilità statistica e attuariale, in funzione delle quali il premio (ossia la tariffa) è calcolato per ciascun evento in modo da garantire all'impresa di assicurazioni un esercizio (statisticamente) vantaggioso del singolo ramo (danni, vita, incendio, ecc.).

## Caratteristiche

### Struttura negoziale
Da un punto di vista di teoria generale privatistica, si può affermare che il contratto in esame è ad effetto obbligatorio, "unilaterale" (nel senso che l'obbligazione è testualmente posta a carico del solo assicuratore), a prestazioni corrispettive (detto anche, con termine di schietta derivazione greca sinallagmatico ).

### Le parti contrattuali
Sembrerebbe ovvio che le parti fossero: assicurato e assicuratore. 
La realtà, come sempre, è un po' più complessa; quanto all'assicuratore, possiamo brevemente fare rinvio a quanto detto circa l'evoluzione da scommessa ad industria (sia pure con l'ulteriore precisazione che, naturalmente, per esercitare questa "industria" occorrono particolari autorizzazioni governative).

Per l'altra parte, per comprendere adeguatamente i contratti assicurativi e le relative polizze, è necessario distinguere tra:
- contraente, cioè la persona fisica o giuridica che stipula la polizza[2];
- assicurato, cioè la persona fisica o giuridica il cui Interesse è protetto dalla polizza;
- beneficiario, cioè la persona fisica o giuridica destinataria della prestazione cui si obbliga l'assicuratore[3].

Occorre precisare che, se pure le tre "figure" appena descritte spesso s'identifichino in un unico soggetto, è tutt'altro che raro che i vari soggetti siano ben distinti: è tautologico, ad esempio, che nel caso di morte la liquidazione del dovuto avverrà in favore di un soggetto diverso dal deceduto, così come è normale prassi, da parte di chi eroghi un mutuo, richiedere che la polizza assicurativa sul bene "finanziato" vincoli la liquidazione a favore del creditore. 
Il costo determinato, detto "premio assicurativo" viene calcolato in base alla probabilità che l'evento stesso si verifichi, al grado del danno assicurato e alla somma assicurativa.

## Tipologia
Alcuni esempi di polizze assicurative:
- Infortuni: l'impresa assicurativa garantisce il pagamento di un'indennità alle persone indicate in polizza, che in conseguenza di cause esterne, violente e fortuite subiscano lesioni obiettivamente constatabili, causanti la morte o un'invalidità permanente o un'inabilità temporanea dell'assicurato.[4]
- Garanzia sanitaria: l'impresa, in caso di ricovero in istituto di cura, pubblico o privato, reso necessario da malattia o infortunio che diano luogo a intervento chirurgico, rimborsa, fino alla concorrenza del massimale, alcune (specificate) spese mediche sostenute dall'assicurato. Tali prestazioni possono essere sostituite dalla corresponsione di un'indennità giornaliera (a forfait prefissato). Poiché la tutela sanitaria in Italia è obbligatoriamente operata dal Servizio sanitario nazionale, le polizze di questo tipo non possono sostituire tale servizio pubblico ma solo integrarlo. Resta comunque all'assicurato la possibilità di ricorrere a cure all'estero, coperte dalla polizza.
- Casa: è un tipo di polizza multi-rischio, pertanto al suo interno contiene più coperture come ad esempio la copertura contro l'incendio, la responsabilità civile o il furto.
- Incendio: l'impresa indennizza i danni materiali e diretti subiti dalle cose assicurate, comprese quelle di proprietà di terzi, anche se determinati da colpa grave del contraente o dell'assicurato, ovvero dolo o colpa grave delle persone di cui gli stessi debbano rispondere, in conseguenza di:
  - incendio;
  - fulmine;
  - esplosione e scoppio non causati da ordigni esplosivi;
  - caduta di aeromobili, loro parti o cose trasportate, nonché superamento da parte degli stessi del muro del suono;
  - urto di veicoli stradali, non appartenenti al contraente e/o all'assicurato, in transito sulla pubblica via.
- Elettronica: l'impresa si obbliga ad indennizzare i danni materiali e diretti causati agli enti assicurati, anche se di proprietà di terzi, installati, se di tipo fisso, collaudati e pronti per l'uso cui sono destinati, da un qualunque evento accidentale non espressamente escluso.
- Furto e rapina: l'impresa si obbliga a risarcire l'assicurato dei danni materiali e diretti a lui derivati dal furto delle cose assicurate a condizione che l'autore del furto si sia introdotto nei locali contenenti le cose stesse:
  1. violandone le difese esterne mediante rottura, scasso, uso di chiavi false, di grimaldelli o di arnesi simili: non equivale ad uso di chiavi false l'uso di chiave vera anche se fraudolento;
  2. per via diversa da quella ordinaria, che richieda il superamento di ostacoli o di ripari mediante impiego di mezzi artificiosi o di particolare agilità personale;
  3. in modo clandestino, purché l'asportazione della refurtiva sia avvenuta, poi a locali chiusi, ovvero il risarcimento delle perdite subite per la sottrazione di denaro o beni nei casi in cui l'assicurato venga costretto a cederli sotto la minaccia di armi o mezzi idonei a metterne in pericolo l'incolumità fisica
- C.A.R. (Contractor's All Risks): l'impresa si obbliga a tenere indenne l'assicurato da tutti i rischi di eventi che causino danni materiali e diretti alle opere assicurate alle partite di polizza, durante il periodo di costruzione, nel luogo indicato in polizza e nel periodo coperto dall'assicurazione, da qualsiasi causa determinati, salvo le delimitazioni specificamente espresse.
- Crediti: è una forma di assicurazione che protegge l'imprenditore dal rischio del mancato incasso dei crediti causa insolvenza dei propri clienti.
- Tutela Legale: l'impresa di assicurazione, dietro pagamento di un premio, si obbliga a prendere a suo carico le spese legali peritali o a fornire prestazioni di altra natura, occorrenti all'assicurato per la difesa dei suoi interessi in sede giudiziale, in ogni tipo di procedimento, o in sede extragiudiziale, soprattutto allo scopo di conseguire il risarcimento di danni subiti o per difendersi contro una domanda di risarcimento avanzata nei suoi confronti, purché non proposta dall'impresa che presta la copertura assicurativa di tutela legale. Qualora l'assicurazione di tutela legale sia prestata cumulativamente con altre assicurazioni, con un unico contratto, il suo contenuto, le condizioni contrattuali ad essa applicabili e il relativo premio debbono essere indicati in un'apposita distinta sezione del contratto.
- Responsabilità civile professionale: l'assicurazione è il contratto col quale l'assicuratore, a seguito del pagamento di un premio, si obbliga a rivalere [tenere indenne, ndr] l'assicurato, entro i limiti convenuti [secondo quanto scritto nel contratto, ndr], del danno derivatogli dall'obbligo di risarcire persone o enti a causa di errori da lui commessi nell'esercizio della sua attività professionale. Esistono due principali tipologie di polizze di "responsabilità civile professionale per le professioni sanitarie": polizze a copertura di tutta la Responsabilità Professionale e Polizze a copertura della sola Responsabilità Professionale per "colpa grave".
Le polizze di Responsabilità Professionale, salvo limitazioni introdotte dall'assicuratore, coprono prescindendo dal regime in cui l'assicurato si trova ad operare: sono così incluse ad esempio le attività svolte da dipendenti, da liberi professionisti, da soci di cooperative, da volontari. La naturale evoluzione dei mercati e delle branche del diritto più pertinenti ha fatto sì che i prodotti assicurativi proposti dai vari istituti siano oggi caratterizzati da una grande varietà di contenuti. Il pregio di questa dinamica sta certamente nella possibilità di adattare alle esigenze del cliente la polizza del caso, d'altro canto si rende necessaria una maggior attenzione da parte del contraente "debole" -e cioè il professionista- al fine di evitare che taluni aspetti fondamentali possano scivolare in secondo piano. La maggior parte delle polizze offerte seguono la formula del claims made[5], vale da dire che l'istituto tiene indenne il professionista dalle richieste di risarcimento pervenute durante il periodo di copertura, a prescindere da quando si sia verificato l'evento dannoso.

### Polizza vita caso morte
In questo caso l'impresa assicura il pagamento di un capitale ai beneficiari indicati in polizza, a seguito della morte dell'assicurato, se questa accade nel periodo di validità del contratto, che può essere annuale o poliennale.
Talora, il soggetto assicurato cede a terzi la titolarità dei diritti della polizza, per ottenere un anticipo di liquidità (esigenze di reddito), all'atto di vendita e in forma di rata mensile del risarcimento, basata sulla rivalutazione annua.

Le polizze vita sono anche il sottostante di strumenti derivati, detti Life Settlement Backed Securities (LFBS). La polizza viene cartolarizzata con l'emissione di obbligazioni.

## Disciplina normativa italiana
Ai sensi dell'articolo 1882 del codice civile italiano la polizza è un documento con il quale: l'assicuratore, verso il pagamento di un premio, si obbliga a
- rivalere l'assicurato, entro i limiti convenuti, del danno ad esso prodotto dal sinistro,
- ovvero a pagare un capitale o una rendita al verificarsi di un evento attinente alla vita umana.

Già nella stringata definizione della legge, è adombrata la pluralità dei tipi di contratto assicurativo (polizze) stipulabili, che possono essere innanzitutto classificate per "rami nel concetto codicistico" (rispettivamente: ramo danni nella prima parte della definizione codicistica, ove si allude all'indennizzo spettante all'assicurato per ristorarlo dal "danno", e "ramo vita" nella seconda parte, che si riferisce alla percezione di un "capitale" o di una "rendita" al verificarsi di un fatto della vita, tipicamente la morte o la sopravvivenza ad una prestabilita data; va segnalato che nell'uso industriale-commerciale l'accezione del termine "ramo" è molto più restrittiva talché, ad esempio, si parla di ramo incendio, ramo infortuni, ramo responsabilità prodotti, ecc. che pure sarebbero tutte sottospecie del genere "ramo danni" ).
Nell'ambito delle garanzie del ramo danni (in senso codicistico), è fondamentale la distinzione tra:
1. garanzie di rischio diretto (dette anche garanzie di sostanza), in cui assicuro direttamente un "bene" contro un certo evento, al cui verificarsi ho diritto all'indennizzo, indipendentemente da ogni altra considerazione;
2. garanzie di responsabilità civile, in cui l'assicuratore si obbliga a "tenermi indenne da quanto dovessi essere costretto a risarcire a terzi" in conseguenza di un atto illecito colposo da me compiuto nell'esercizio di una specifica attività dichiarata in polizza (questo "tenere indenne" è anche —nel gergo un po' antiquato degli addetti ai lavori— sovente chiamato "manleva").

La Cassazione ha stabilito il divieto di cumulo tra indennizzi assicurativi e risarcimenti civilistici, a fronte di un medesimo evento di danno (sentenza n. 13233 dell'11 giugno 2014).

### Oggetto del contratto
L'oggetto della polizza in generale è l'alea del contratto.
Bisogna poi osservare come, per effetto di comuni principi d'interpretazione del contratto, l'assicuratore abbia l'onere di circoscrivere nel modo più esatto le garanzie che intende prestare, poiché — in caso di lacunosità o di formulazioni ambigue — la polizza dovrà essere interpretata nel senso più favorevole all'assicurato (art. 1370 cod. civ.)

### Forma del contratto
Sebbene il Codice Civile non preveda la forma scritta, obbligatoria solo per gli atti che costituiscono rendite perpetue (1861 e seguenti) o vitalizie (1872 e seguenti) (art.1350 cc), tuttavia l'assicurazione dev'essere provata per iscritto (art.1888 cod. civ.). In caso di inesistenza del contratto scritto, vi provvede la Polizza (la polizza è quel documento che attesta l'esistenza del contratto).
Va osservato che in caso di smarrimento o deterioramento del contratto, il contraente ha sempre diritto di ottenerne copia a sue spese.
La "quietanza" è il documento che formalizza materialmente il pagamento del premio assicurativo.

### La polizza fideiussoria
È ampiamente controverso, tra gli studiosi della materia, l'inserimento a pieno titolo della polizza fideiussoria tra i contratti assicurativi propriamente detti.

Va osservata, peraltro, la sostanziale analogia tra la fideiussione prestata da una banca e quella prestata da una compagnia assicurativa (benché, naturalmente, solo nel secondo caso, e più che altro per tradizione, sia invalso l'uso del vocabolo "polizza").

Per la definizione giuridica della polizza fideiussoria possiamo avvalerci delle autorevoli parole del Consiglio di Stato (decisione numero 4831 del 2001):
- Com'è noto, a differenza del deposito cauzionale, la polizza fideiussoria non realizza la consegna immediata di una somma al creditore garantito, ma solo la prestazione di una garanzia a prima richiesta in ordine all'adempimento di un debito pecuniario.
- La polizza fideiussoria è il documento contrattuale rilasciato dall'assicuratore e contenente la sua promessa di pagamento al terzo beneficiario. Tale promessa di pagamento dà luogo ad un rapporto di garanzia che, quantunque venga denominata come fideiussione, svolge la stessa funzione del deposito cauzionale.

In altri termini, si afferma relativamente al tipo di polizza in esame che non abbiamo una situazione assimilabile a quella della polizza di responsabilità civile, ma semmai a quella tipica del contratto di garanzia (si confronti con: pegno e ipoteca, ad esempio).

Rileggendo il passo citato, si noti la locuzione "prestazione di una garanzia a prima richiesta": in effetti, questa è la vera natura del rapporto. Ad una prima richiesta (ad nutum) del creditore garantito, l'assicuratore verserà prontamente e senza discussioni la somma pattuita, prendendo giuridicamente il posto del debitore assistito da fideiussione, che nella specie è pure il contraente della polizza.

Si noti, tuttavia, che, a differenza di quanto avviene di regola con la polizza di responsabilità civile, con la polizza fideiussoria l'assicuratore, dopo aver "onorato" il proprio impegno (ossia, versata la cauzione pattuita al creditore, nel cui vero  Interesse soggettivo è stipulato il contratto in questione), tenterà senz'altro di recuperare dal contraente (agendo in rivalsa nei suoi confronti) la somma erogata in esecuzione della polizza fideiussoria.

### Polizza vitaunit linked
Le polizze vita unit linked sono polizze emesse da compagnie assicurative in cui i premi versati, al netto dei caricamenti, sono utilizzati per sottoscrivere quote di fondi comuni di investimento o Sicav. Il rendimento della polizza sarà dato dalla rivalutazione del fondo in cui è investita la polizza sottraendone le spese.